# Volt Royaume-Uni
Volt UK (officiellement: Volt Royaume-Uni)  est un parti politique pro-européen,,, au Royaume-Uni. C'est la branche britannique de Volt Europa, un mouvement politique qui opère au niveau européen.

## Historique
Volt UK a été créé à Londres le 6 janvier 2020, avec Philipp Gnatzy comme président.

## Positionnement
Le parti soutient les 5+1 défis fondamentaux (1. État intelligent, 2. Renaissance économique, 3. Égalité sociale, 4. Bilan global, 5. Empowerment citoyen, +1 réforme européenne) défini par Volt Europa. En plus des politiques paneuropéennes de Volt, la branche britannique a quelques politiques supplémentaires, notamment la réforme électorale, le retour à l'UE, l'action contre le changement climatique et la réforme des campagnes politiques.

## Volt Écosse
Volt Écosse est la branche écossaise de Volt Royaume-Uni. Elle a participé aux élections législatives écossaises de 2021 avec deux candidats figurant sur la liste du parti de Renew Scotland. Pour les élections au Parlement écossais, Volt a approuvé un référendum à choix multiples sur la question de l'indépendance écossaise comme ses homologues Renew. Renew Scotland s'est présenté dans cinq régions et n'a remporté aucune circonscription lors de l'élection, recevant 493 voix dans tout le pays,,,,.

## Résultats électoraux

### Parlement écossais
Renew Scotland s'est présenté dans cinq régions et aucune circonscription aux élections législatives écossaises de 2021 .

## Galerie
En quelques mois, le logo de Volt Royaume-Uni a nettement évolué en faisant apparaître les étoiles figurant à la fois sur le drapeau européen mais aussi sur le logo de Volt Europa. 

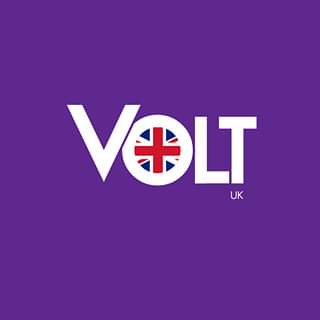
Logo de Volt Royaume-Uni en date du 11 juin 2018
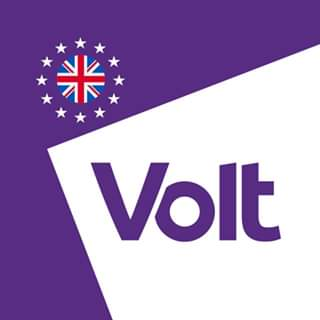
Logo de Volt Royaume-Uni en date du 28 octobre 2018
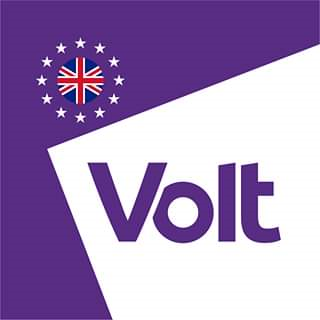
Logo de Volt Royaume-Uni en date du 15 janvier 2019
Logo de Volt Europa